# Красилівка (притока Гнилого Тікичу)
Красилівка — річка в Україні, у Білоцерківському районі Київської області. Права притока Гнилого Тікичу (басейн Південного Бугу).

## Опис
Довжина річки 22 км, похил річки — 2,5 м/км. Формується з багатьох безіменних струмків та водойм. Площа басейну 105 км2.

## Розташування
Красилівка бере початок у селі Бесідка. Тече переважно на південний схід у межах сіл Красилівка, Станіславчик та Попружна. На околиці села Брилівка впадає в річку Гнилий Тікич, ліву притоку Тікичу.

## Галерея

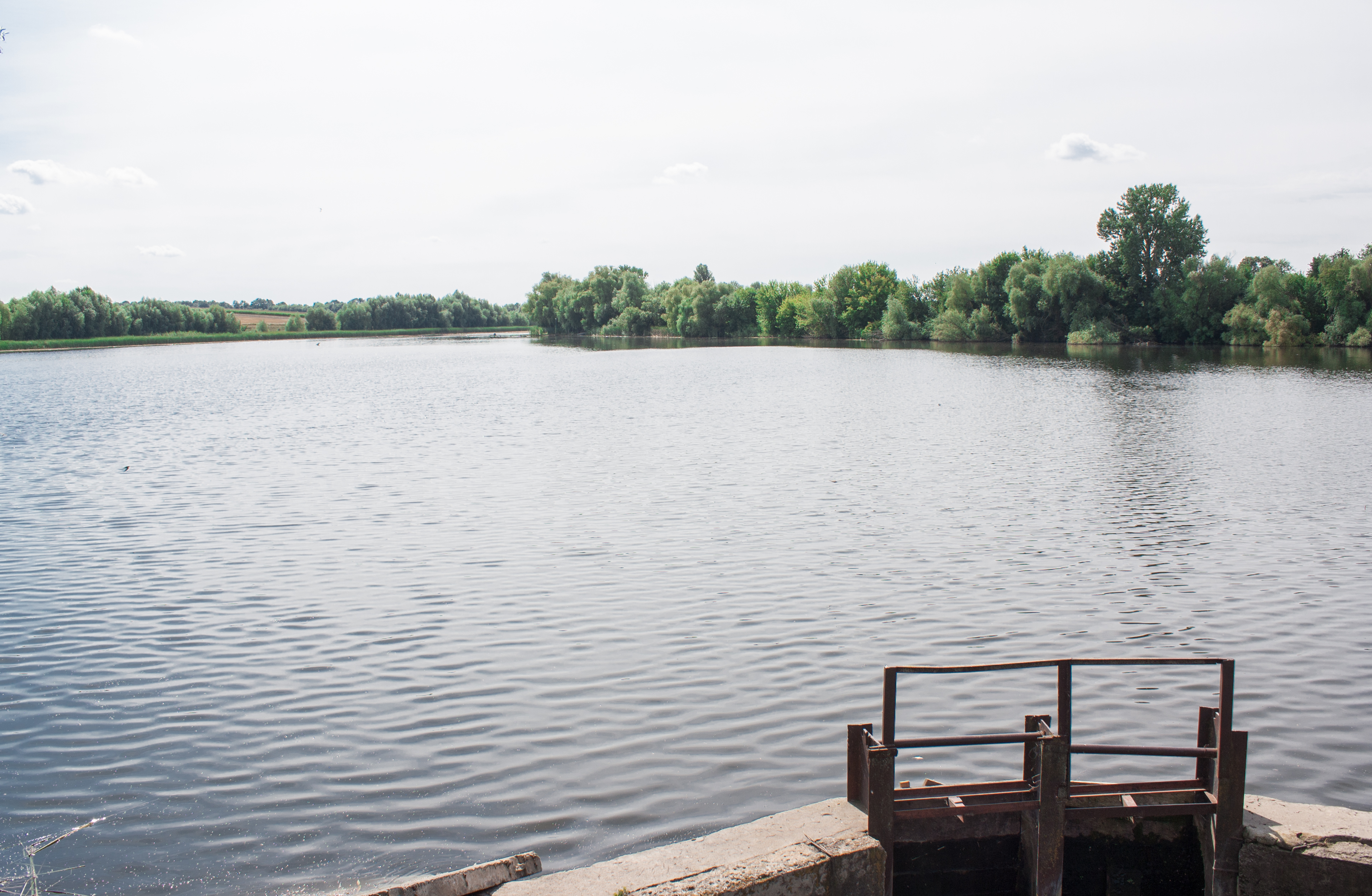
Ставок на річці в селі Станіславчик
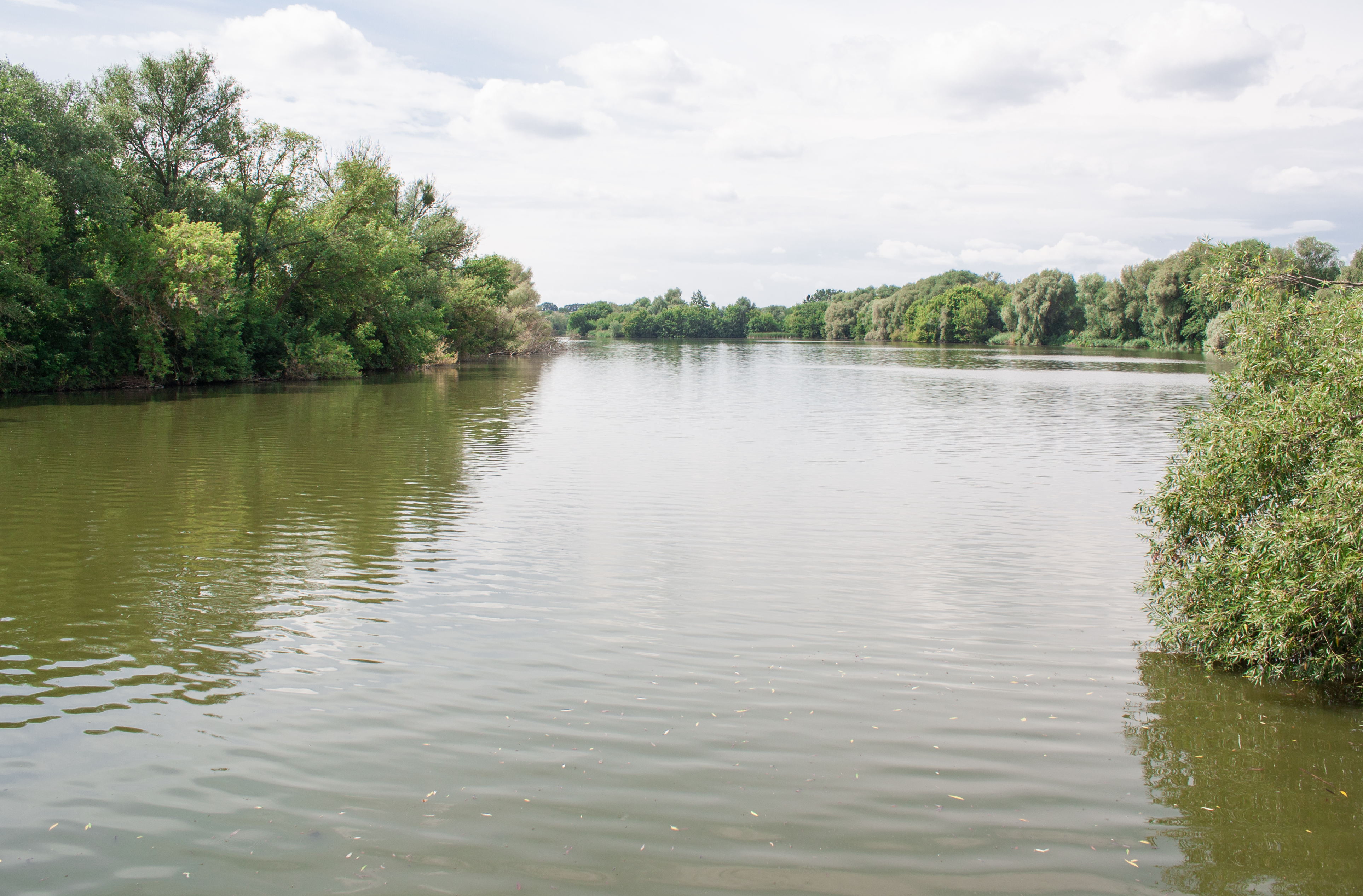
Ставок на річці в селі Попружна